# Lengyel légionisták emlékműve (Budapest)
A Lengyel légionisták emlékműve azoknak a lengyel és magyar katonáknak állít emléket, akik a lengyel légiók tagjaként részt vettek az 1848–1849-es szabadságharc, az első világháború, valamint az azt követő lengyel-bolsevik háború csatáiban magyar vagy lengyel földön. A mészkő szobor a budapesti Népligetben, a Lengyel sétányon áll. 1935-ben állították fel, Pankotai Farkas Béla szobrász alkotása.

## Története
Az 1920-as és 1930-as években számos lengyel-magyar szervezet kezdte meg a működését. Céljuk a lengyel–magyar kapcsolatok fejlesztése volt a gazdaság, a politika és a kultúra terén többek közt azért, hogy elősegítsék a Trianon után elszigetelt Magyarország és Lengyelország közeledését.
E munka kiemelkedő alakja volt Nyáry Albert és Miklóssi Ferdinánd Leó, akik már az első világháború idején kitüntették magukat azzal, hogy a Magyar–Lengyel Egyesület nevében a törvényhatóságokhoz címzett körlevélben követelték Lengyelország felosztások során elvesztett függetlenségének a visszaállítását, s magyar önkénteseket toboroztak a lengyel légióba. Később az általuk létrehozott, illetve irányított magyarországi lengyel szervezetek több köztéri szobrot is állítottak. A légiós szobor felállításának ötlete Miklóssitól származik. A különféle személyek és szervezetek rivalizálása miatt azonban kis híján meghiúsult a terv, ahogy az a zuglói Báthory-szobor esetében történt.
Korabeli híradások szerint „a Kárpátok védelmében részt vett lengyel légiók emlékére” emelt szobor elkészültét 1934. szeptember 7-én jelentették be, de csak 1935. március 24-én, vasárnap 11 órakor avatták fel. Az ünnepségen részt vett József királyi herceg, Kánya Kálmán külügyminiszter, Lázár Andor igazságügy-miniszter, Stanisław Łepkowski budapesti lengyel követ, Hory András rendkívüli követ és meghatalmazott miniszter, Nánássy-Megay Ernő altábornagy, Liber Endre alpolgármester, Bárczy István államtitkár, Wlassics Gyula államtitkár, Práznovszky Iván, báró Perényi Zsigmond, Széchenyi Károly, továbbá az alkalomra Budapestre látogató lengyel légionisták küldöttsége is. Közülük beszédet tartott Władysław Belina-Prażmowski volt légiós ulánus ezredes, lembergi (lwówi) vajda, aki a nagy számban megjelent magyar légionistákhoz fordulva azt mondotta: „Fiúk, beírtátok magatokat a lengyel történelembe.”
Nemcsak az önkéntesek, de Magyarország is jelentős hadisegélyt nyújtott Lengyelországnak 1919-1921 között a Szovjet-Oroszországgal vívott háborújában.
Pankotai Farkas Béla készítette a lengyel szervezetek részére azt a Báthory-emléktáblát, amelyet 1933-ban a nyírbátori református templom falán helyeztek el.
A második világháború előtt sűrűn voltak  ünnepségek és megemlékezések a szobor körül, napjainkban ez ritka. 2016-ban az emlékművet és a körülötte lévő parkrészt felújították.

## Galéria

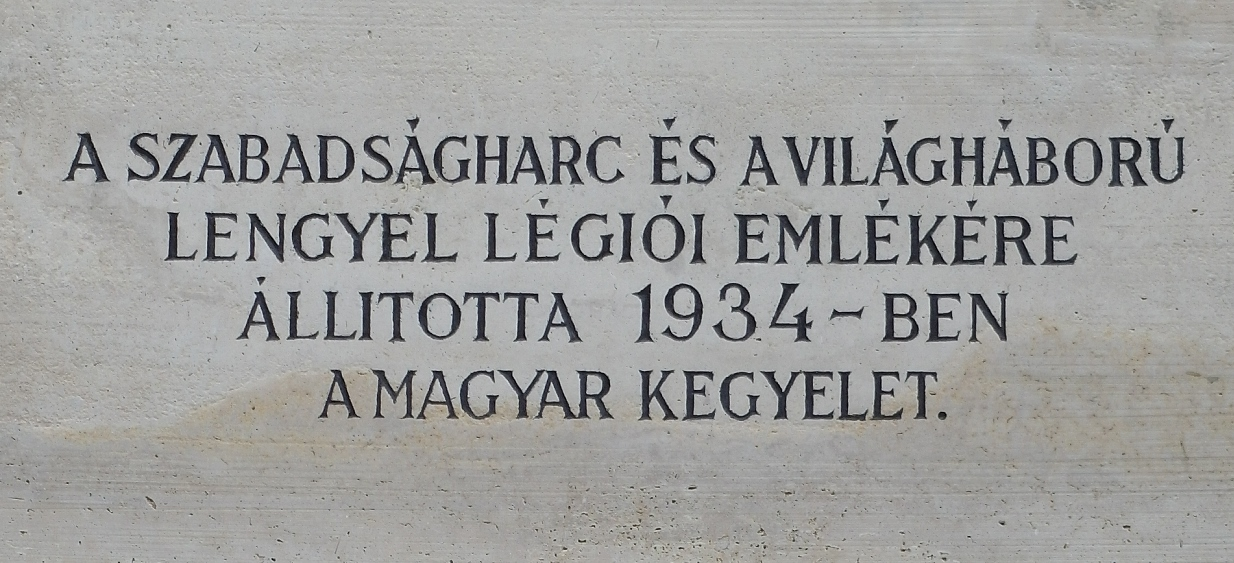
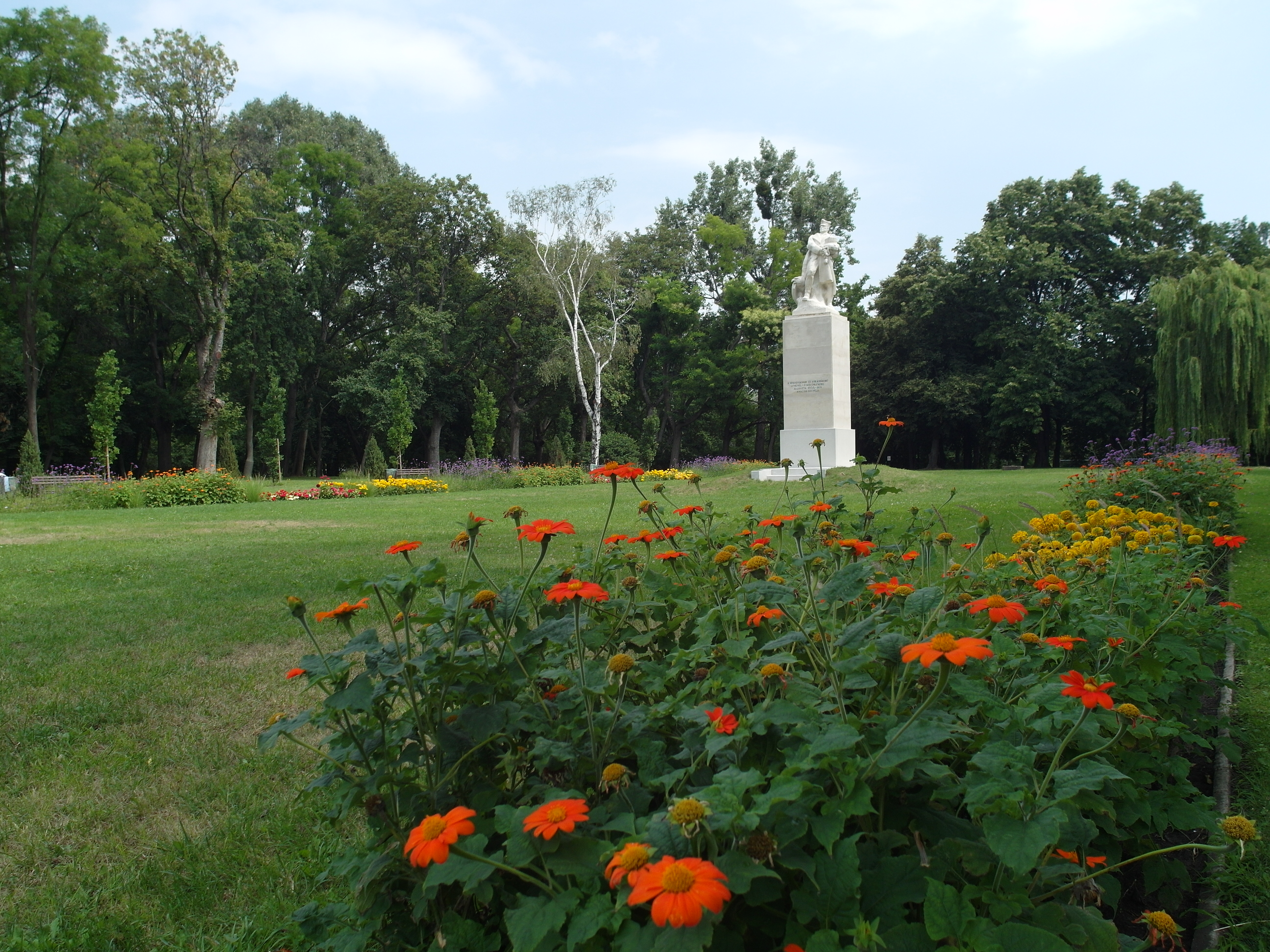
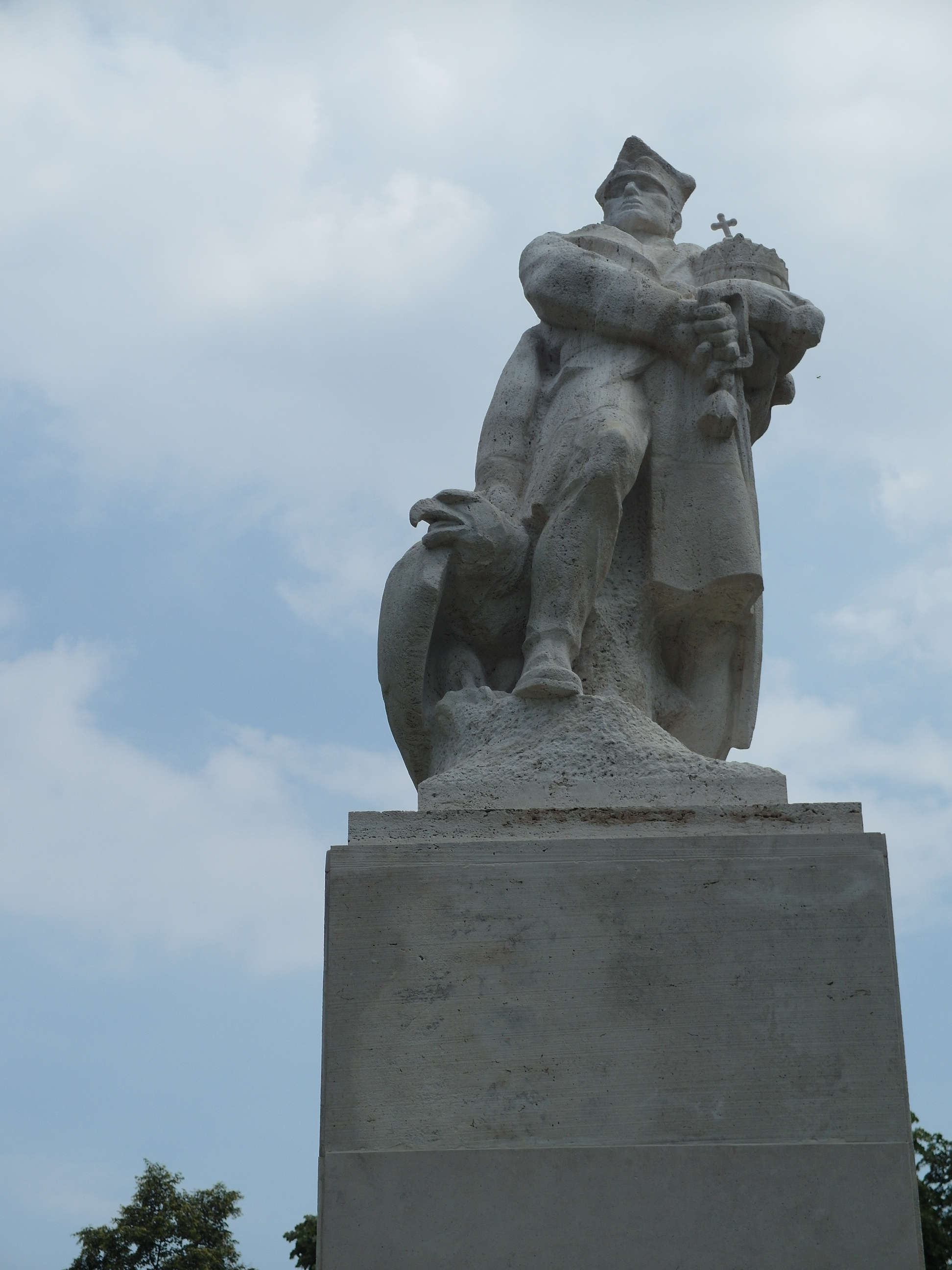
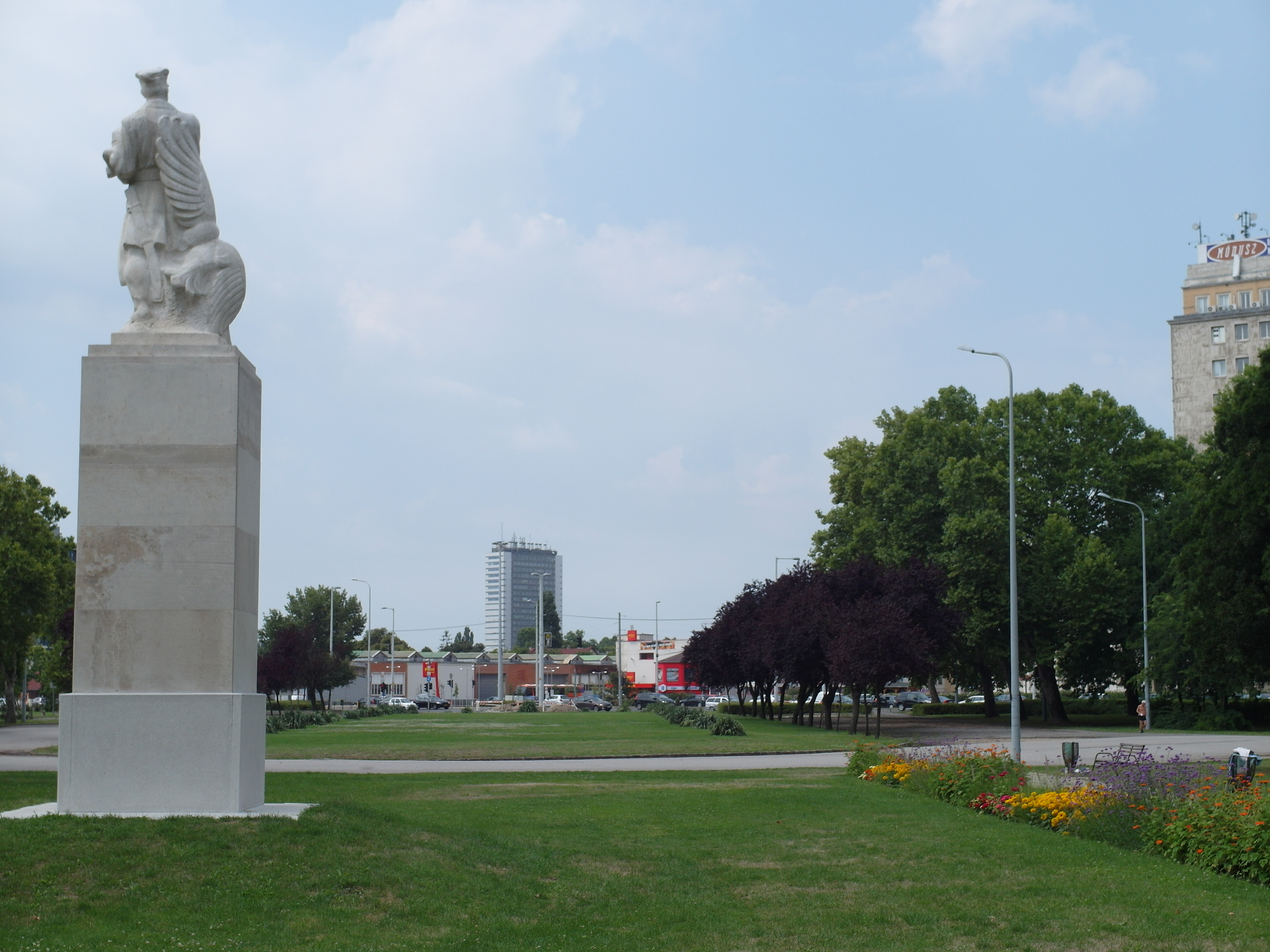
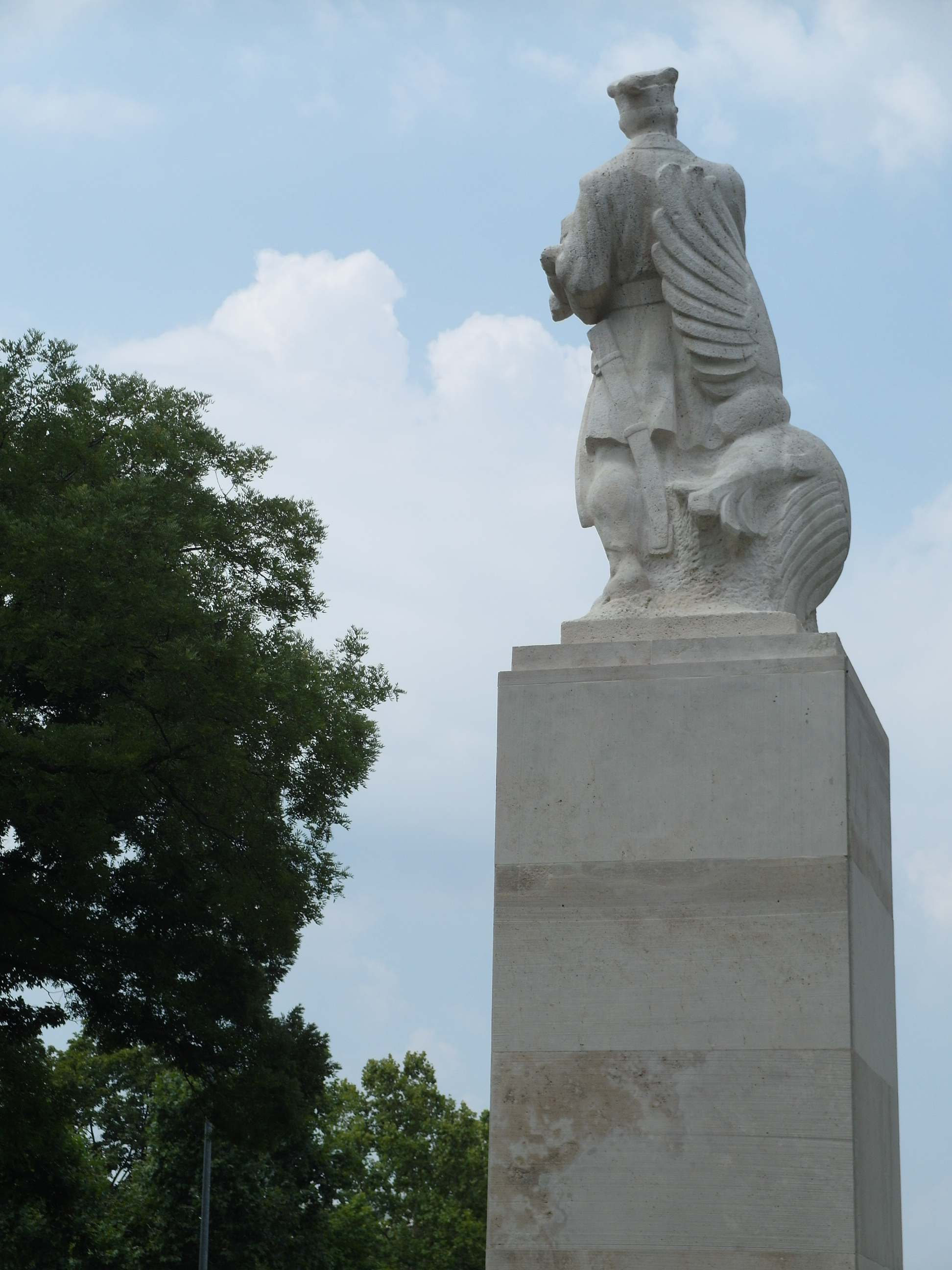
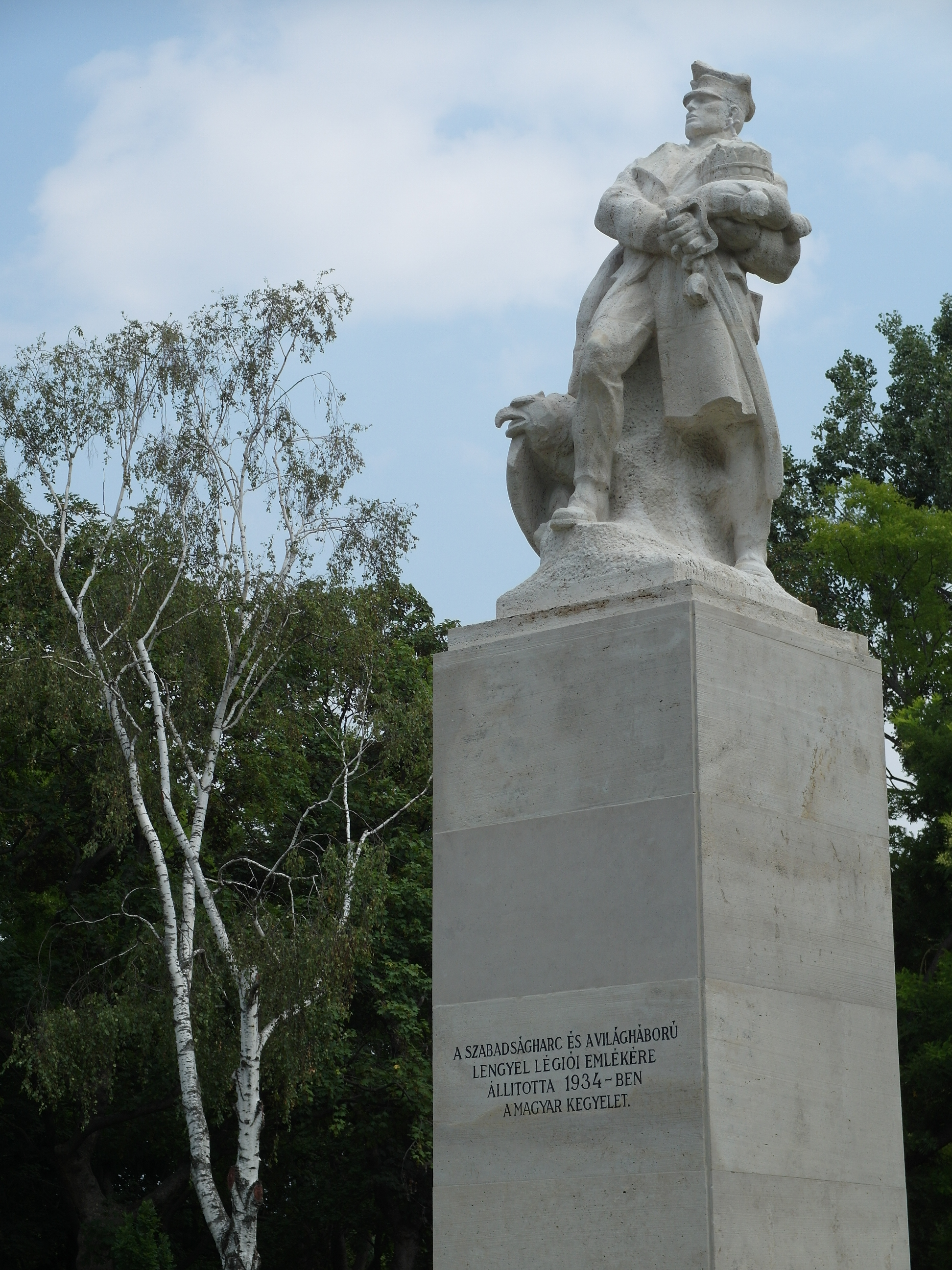

## Leírása
A szobor kb. 6 m magas. Ebből 350 cm magasságú a műkő talapzat és 250 cm a mészkőből faragott szobor. A szoboralak lengyel katonaruhába, köpenybe öltözött férfi, akinek fején a hagyományos négyszögletű katonai sapka (lengyelül: rogatywka) van. A légionista baljában a magyar szent koronát tartja, jobbjával kivonni készül kardját, védelmezve mintegy a lengyel sast.
Felirata:
LENGYEL LÉGIÓI EMLÉKÉRE

ÁLLÍTOTTA 1934-BEN

## További hivatkozások
- Varga E. László: Magyarok a lengyel légiókban. Lengyel tisztek visszaemlékezései a Lengyelország függetlenségéért vívott harcokban részt vett magyarokra, 1914–1918. Mycielski, a budapesti lengyel követség ideiglenes ügyvivőjének jelentése a hadügyminisztérium kabinetirodájának, 1937. augusztus 13. Hitel, 2014/2. 170. o. epa.oszk.hu
- Varga E. László: Magyar önkéntesek a Lengyel Légiókban. Magyar Hírlap, 2011. november 11.[halott link] magyarhirlap.hu